# Latabár Árpád (színművész, 1903–1961)
Ifj. Latabár Árpád (Sátoraljaújhely, 1903. október 22. – Budapest, 1961. december 14.) magyar színész. A Latabár-színészdinasztia tagja.

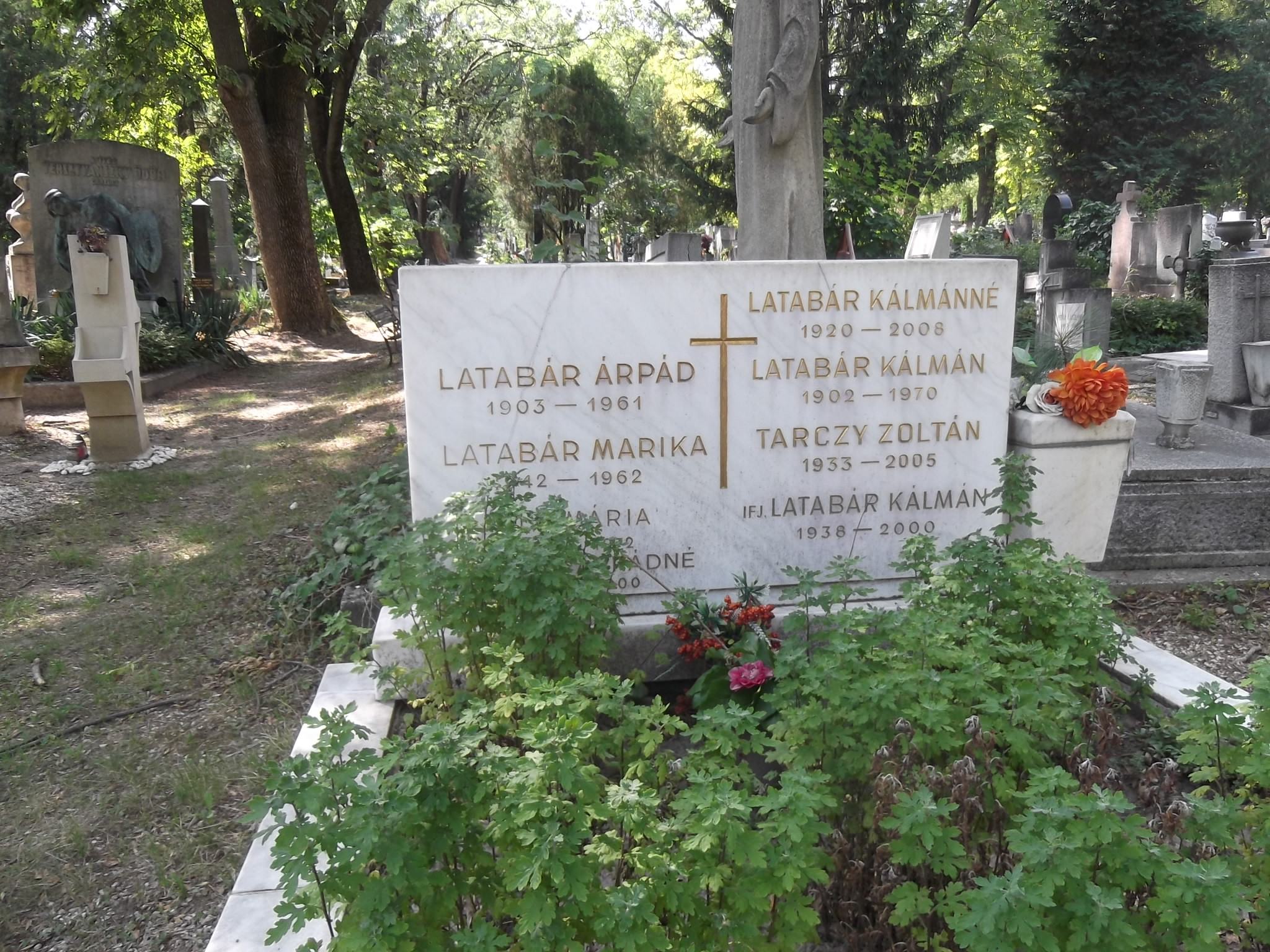
Latabár Árpád sírja a Farkasréti Temetőben

## Élete, pályája
Id. Latabár Árpád fia, Latabár Kálmán öccse.
Nem volt képzett színész, először 16 évesen játszott színházban. Utána, 1921-ben és 1923–24-ben a Várszínház tagja volt, de 1924-ben a Fővárosi Operettszínházban is fellépett. Ebben az évben Ungvárra szerződött, és később fellépett a felvidéki magyar városokban is.
1927–1931 között bátyjával, Latabár Kálmánnal turnézott Európában és Afrikában. 1931-től a bécsi Theater an der Wienben, majd a Stadt Theaterben játszottak, s 1932-ben Max Reinhardt a berlini Grosses Schauspielhausba hívta meg őket. Latabár Árpád ezután 1934-ben még Hágában, 1937–38-ban fél évig Genovában próbált érvényesülni külföldön.
1928–42 között legkevesebb 11 budapesti színházban szerződött egyes szerepekre, de 1940-ben a Parisienne Grillben, 1940–41-ben pedig a Moulin Rouge-ban is fellépett. Táncos alkatát továbbra is érvényesítette, 1945-ben és 1947–49 között a Fővárosi Operett, 1946–47-ben a Medgyaszay, 1949-ben a Royal Revüszínházban lépett színpadra, míg 1949–1951 között a Fővárosi Varietében, 1950–51-ben a Kamara Varietében, 1951-ben a Kisvarietében, 1951–1954 között a Fővárosi Víg, 1953–54-ben a Fővárosi Operettszínházban működött. 1955–1957 között a Vidám Színpad, 1957-ben a Budapest Varieté, 1957-től a Fővárosi Operettszínház tagja volt.
Latabár Árpád tehetsége csak lassan vált felismerhetővé; fiatalabb éveiben elkerülték a nagy sikerek. Középkorú színészként alakultak ki egyéniségének vonásai, humoros karakterei, öniróniája és kiemelkedő színpadi mozgása emelték a legnagyobbak sorába.
Leánya: Latabár Mária 1942-ben született. Húsz évesen, a Malév légiutaskísérőjeként, az 1962. november 23-i párizsi légikatasztrófa egyik áldozataként vesztette életét.

## Főbb szerepei
- Ajay (Offenbach: Szép Heléna)
- Dani (Szántó M.: Bolondóra)
- Vili (Eisemann M.: Meseáruház)
- Flórián (Huszka Jenő: Erzsébet)
- Gábor (De Fries K.: Száz piros rózsa)
- Feri bácsi (Kálmán Imre: Csárdáskirálynő)
- Sasek (Eisemann M.: Bástyasétány 77)
- Rottenberg gróf (Jacobi V.: Leányvásár)
- Mixi Gróf (Mágnás Miska)

## Filmszerepei
- Borcsa Amerikában (1938) - parkett-táncos
- Bercsényi huszárok (1939) - szurkoló a lóversenyen
- Zúgnak a szirénák (1939)
- Férjet keresek (1939-40) - Kükei Feri
- Ismeretlen ellenfél (1940) - Tóbiás, üzletvezető a bárban
- Vidámság Hangverseny (1942, rövid) - Önmaga
- Vadon fia (1944, rövid) - Ulrich bácsi, Barnabás apja
- Mágnás Miska (1948) - Mixi báró
- Civil a pályán (film) (1951) - A szakállas a foci meccseken, akivel Karikásnak mindig konfliktusa támad
- A selejt bosszúja (1951) - Gyula, Ede kollégája
- Gábor diák (1955) - török zarándok

## Szinkronszerepei
- Óz, a csodák csodája (The Wizard of Oz, 1939) .... Marvel professzor / Óz / Smaragdváros kapuőre / Kocsis / Őr (Frank Morgan)
- Bambi (Bambi, 1942) .... Uhu bácsi
- Hamupipőke (Cinderella, 1950) .... A király
- A félelem bére (Le salaire de la peur, 1953) .... Smerloff (Jo Dest)
- Papa, mama, ő meg én (Papa, maman, la bonne et moi, 1954) ....  Fernand Langlois, a papa (Fernand Ledoux)
- Halló, itt Gabriella! (Le signorine dello 04, 1955) .... Revisore Delli Santi, az özvegy (Peppino De Filippo)
- Svejk, a derék katona (Dobrý voják Svejk, 1957)
- A bíró (Il Magistrato, 1959) .... (Louis Seigner)
- Két fiú, egy kislány (Nepoddayushchiyesya, 1959)
- Vigyázz, nagymama! (Osztorózsno, bábuska!, 1960) .... (Szergej Filippov)